# Henryk M. Wiśniewski
Henryk Mirosław Wiśniewski także Henry M. Wisniewski (ur. 27 lutego 1931 w Luszkówku, zm. 5 września 1999 w Nowym Jorku) – polski i amerykański neuropatolog, badacz choroby Alzheimera.

## Życiorys
Syn Ewy z domu Korthals i Aleksandra Wiśniewskich. Studiował medycynę na Akademii Medycznej w Gdańsku. Po ukończeniu studiów w 1955 roku specjalizował się w neuropatologii. Tytuł doktora medycyny otrzymał w 1960 roku, następnie wyjeżdżał na staże naukowe na Uniwersytecie w Toronto u Jerzego Olszewskiego i w Narodowym Instytucie Zdrowia w Bethesdzie u Igora Klatzo. Habilitację uzyskał w 1965 na Akademii Medycznej w Warszawie| Od 1966 roku na stałe w Stanach Zjednoczonych, początkowo pracował w Albert Einstein College of Medicine w Nowym Jorku, od 1976 kierował New York State Institute for Basic Research in Developmental Disabilities w Nowym Jorku. Był autorem i współautorem ponad 600 prac naukowych.
Za swoje osiągnięcia naukowe otrzymał Nagrodę Fundacji Alfreda Jurzykowskiego i Krzyż Oficerski Orderu Zasługi Rzeczypospolitej Polskiej. W 1959 r. został członkiem zagranicznym PAN.
Jego bratem był Leszek Wiśniewski (1935–2013). Żonaty z Krystyną Wiśniewską, ich syn Thomas również jest neuropatologiem. Drugi syn Alexander zmarł w 1989 roku.